# Calle de Antonio Peruga
La calle de Antonio Peruga es una vía pública de la ciudad española de Sagunto.

## Descripción
La vía discurre desde la calle del Hospital hasta la de Na-Marcena. Se conoció en otros tiempos como «carrer de les Parres», pero con el título actual recuerda a Antonio Peruga, que fundó un hospital de peregrinos en la ciudad. Aparece descrita en el Nomenclator de las calles, plazas y puertas antiguas y modernas de la ciudad de Sagunto (1901) de Antonio Chabret y Fraga con las siguientes palabras:

Antonio Peruga (calle de). Empieza en la calle del Hospital y termina en la de Na-Marcena. La denominación que lleva ahora esta calle es moderna y no tuvo otro objeto que recordar el nombre de un excelente patricio, que sintiendo hondamente los impulsos de la caridad, fundó en Sagunto un hospital de peregrinos y al efecto cedió parte de una casa de su propiedad y un campo, encargando su administración al Jurado en Cap de la entonces Villa.
(Chabret y Fraga, 1901a, p. 26)